# Henryk Reyman
Henryk Tomasz Reyman (Krakau, 28 juli 1897 – aldaar, 11 april 1963) was een Pools voetballer. Reyman speelde gedurende zijn volledige carrière voor Wisła Kraków. Door zijn prestaties bij deze club werd in 2008 het stadion hernoemd naar het Henryk Reymanstadion.
Reyman speelde 9 wedstrijden voor het Pools voetbalelftal. Hij debuteerde op 14 mei 1922 in een wedstrijd tegen Hongarije. Reyman maakte tevens deel uit van de Poolse selectie voor de Olympische Zomerspelen 1924, waar Polen na een 5-0 nederlaag tegen Hongarije al na de eerste ronde uitgeschakeld was.

## Erelijst
- Topschutter Ekstraklasa in 1927